# Bahnstrecke Montvale–Stoneham
| Streckenlänge: | 3,77 km                         |                                            |                                            |
| Spurweite: | 1435 mm (Normalspur)            |                                            |                                            |
| |                                 |                                            |                                            |
| Gesellschaft: | zuletzt Guilford Transportation |                                            |                                            |
| \| \| \| von Boston \| \| \| \| 0,00 \| Montvale MA (früher East Woburn) \| Montvale MA (früher East Woburn) \| \| \| \| nach Lowell \| \| \| \| ca. 0,2 \| Grape Street \| Grape Street \| \| \| 0,95 \| Oakland \| Oakland \| \| \| \| Interstate 93 \| \| \| \| \| Bay State Street Railway (Montvale Avenue) \| \| \| \| 1,93 \| Lindenwood \| Lindenwood \| \| \| 2,59 \| Farm Hill \| Farm Hill \| \| \| \| Bay State Street Railway (Main Street) \| \| \| \| 3,35 \| Pleasant Street \| Pleasant Street \| \| \| 3,77 \| Stoneham MA \| Stoneham MA \| |                                 |                                            |                                            |
| Strecke |                                 | von Boston                                 | von Boston                                 |
| Dienststation / Betriebs- oder Güterbahnhof | 0,00                            | Montvale MA (früher East Woburn)           | Montvale MA (früher East Woburn)           |
| Abzweig ehemals geradeaus und nach links |                                 | nach Lowell                                | nach Lowell                                |
| Haltepunkt / Haltestelle (Strecke außer Betrieb) | ca. 0,2                         | Grape Street                               | Grape Street                               |
| Bahnhof (Strecke außer Betrieb) | 0,95                            | Oakland                                    | Oakland                                    |
| Strecke mit Straßenbrücke (Strecke außer Betrieb) |                                 | Interstate 93                              | Interstate 93                              |
| Kreuzung (Strecken außer Betrieb) |                                 | Bay State Street Railway (Montvale Avenue) | Bay State Street Railway (Montvale Avenue) |
| Haltepunkt / Haltestelle (Strecke außer Betrieb) | 1,93                            | Lindenwood                                 | Lindenwood                                 |
| Haltepunkt / Haltestelle (Strecke außer Betrieb) | 2,59                            | Farm Hill                                  | Farm Hill                                  |
| Kreuzung (Strecken außer Betrieb) |                                 | Bay State Street Railway (Main Street)     | Bay State Street Railway (Main Street)     |
| Haltepunkt / Haltestelle (Strecke außer Betrieb) | 3,35                            | Pleasant Street                            | Pleasant Street                            |
| Kopfbahnhof Streckenende (Strecke außer Betrieb) | 3,77                            | Stoneham MA                                | Stoneham MA                                |

Die Bahnstrecke Montvale–Stoneham (auch Stoneham Branch) ist eine Eisenbahnstrecke im Middlesex County in Massachusetts (Vereinigte Staaten). Die Strecke ist 3,77 Kilometer lang und verbindet die Städte Woburn und Stoneham. Die normalspurige Strecke ist stillgelegt. 

## Geschichte
Beim Bau der Hauptstrecke Boston–Lowell 1835 war der Ort Stoneham östlich der Strecke ohne Gleisanschluss geblieben. Da die Bevölkerung immer weiter zunahm und sich auch kleine Industriebetriebe ansiedelten, erhielt am 6. April 1859 die Stoneham Branch Railroad Company eine Konzession für eine Zweigstrecke, die in East Woburn (heute Montvale) von der Hauptstrecke abzweigen und nach Stoneham führen sollte. Um auch den Norden der Stadt anzubinden sollte die Strecke in einem großen 180°-Bogen um das Zentrum verlaufen und schließlich von Nordosten her im Stadtzentrum enden. Die Bahngesellschaft wurde 1861 formal aufgestellt und eröffnete die Strecke am 1. Juli 1863. Den Betrieb führte von Anfang an die Boston and Lowell Railroad, die die Strecke am 1. Juli 1864 für fünf Jahre pachtete und schließlich am 15. April 1870 aufkaufte.
Ab 1887 oblag die Betriebsführung der Boston and Maine Railroad, die die Boston&Lowell gepachtet hatte. Die Strecke entwickelte sich gut und zahlreiche Vorortzüge aus Boston fuhren nach Stoneham. Oftmals musste jedoch in Montvale umgestiegen werden. Im Mai 1958 stellte die Boston&Maine den Personenverkehr ein, nachdem durch den anwachsenden Individualverkehr kein ausreichender Beförderungsbedarf mehr bestand. Der Güterverkehr lief weiter und erst 1982 endete er zwischen Oakland und Stoneham. Dieser Abschnitt wurde daraufhin stillgelegt. Die Strecke ging 1983 auf die Guilford Transportation über. Der neue Eigentümer stellte 1992 den restlichen Güterverkehr ein und legte den Abschnitt von Montvale bis zur Station Oakland 1994 still.

## Streckenbeschreibung
Die Strecke zweigt am früheren Bahnhof Montvale aus der Hauptstrecke von Boston ab. Sie biegt zunächst nach Osten ab, wo noch im Gleisbogen, an der Grape Street, der erste Haltepunkt lag. Der Bahnhof Oakland befand sich am Südende der Hill Street, kurz vor der Überführung der Interstate 93. Im weiteren Verlauf biegt die Trasse nach Nordosten ab und überquert die Montvale Avenue. Hier lag der Haltepunkt Lindenwood im gleichnamigen Stadtteil von Stoneham. Die Strecke führt weiter über die Lindenwood Road und die William Street. Hier beginnt der 180°-Bogen um das Stadtzentrum, das weiter südlich liegt. An der Main Street, die die Nord-Süd-Hauptverkehrsstraße durch Stoneham bildet, lag der Haltepunkt Farm Hill. Die Bahn überquert dann die Central Street und Pomeworth Street und verläuft nun in südwestliche Richtung. An der Pleasant Street lag der letzte Zwischenhalt, bevor der Endbahnhof Stoneham erreicht war. Der Bahnhof lag an der Kreuzung Franklin Street/Pine Street. Das ehemalige Bahnhofsgebäude steht noch und beherbergt ein Kreditinstitut.

## Personenverkehr
Der Personenverkehr der Strecke war stets auf Boston ausgerichtet. Einige der Züge fuhren von Montvale aus über die Hauptstrecke bis zur Boston North Station weiter. 1869 standen sechs, mittwochs und samstags sieben Züge zur Verfügung. 1881 war das Angebot auf elf werktägliche Züge angewachsen, zu denen ein zusätzlicher Samstagszug kam. Nachdem Stoneham an das dichte Überlandstraßenbahnnetz um Boston angeschlossen worden war, nahm die Bahngesellschaft das Zugangebot etwas zurück. 1916 verkehrten noch neun Züge an Werktagen und ein zusätzlicher Zug an Samstagen. Nach dem Ersten Weltkrieg wurde das Angebot deutlich reduziert, da der Individualverkehr und die Straßenbahn eine zunehmende Konkurrenz darstellten. 1932 verkehrten nur noch vier Züge an Werktagen und ein weiterer an Samstagen. Vor der Einstellung des Personenverkehrs 1958 fuhr lediglich ein Zugpaar montags bis freitags, das früh nach Boston und nachmittags zurück nach Stoneham verkehrte.